# Drežnik Podokićki
 Drežnik Podokićki  falu Horvátországban Zágráb megyében. Közigazgatásilag Szamoborhoz tartozik.

## Fekvése
Zágrábtól 21 km-re délnyugatra, községközpontjától 9 km-re délkeletre a Zsumberk-Szamobori-hegység alatti dombos vidéken fekszik.

## Története
1857-ben 167, 1910-ben 277 lakosa volt. Trianon előtt Zágráb vármegye Szamobori járásához tartozott. 2011-ben 245 lakosa volt.

## Lakosság
| Lakosság változása | Lakosság változása | Lakosság változása | Lakosság változása | Lakosság változása | Lakosság változása | Lakosság változása | Lakosság változása | Lakosság változása | Lakosság változása | Lakosság változása | Lakosság változása | Lakosság változása | Lakosság változása | Lakosság változása | Lakosság változása |
| ------------------ | ------------------ | ------------------ | ------------------ | ------------------ | ------------------ | ------------------ | ------------------ | ------------------ | ------------------ | ------------------ | ------------------ | ------------------ | ------------------ | ------------------ | ------------------ |
| 1857               | 1869               | 1880               | 1890               | 1900               | 1910               | 1921               | 1931               | 1948               | 1953               | 1961               | 1971               | 1981               | 1991               | 2001               | 2011               |
| 167                | 174                | 196                | 239                | 252                | 277                | 294                | 325                | 346                | 349                | 339                | 300                | 259                | 235                | 235                | 245                |

## Külső hivatkozások
- Szamobor hivatalos oldala
- Szamobor város turisztikai egyesületének honlapja